# Amedeo Bagnis
Amedeo Bagnis, né le 11 novembre 1999, est un skeletoneur italien.

## Palmarès

### Championnats monde
- : médaillé d'argent aux championnats du monde de 2023.

### Coupe du monde
- 3 podiums individuel : 1 victoire et 2 troisièmes places.
- 1 podium en épreuve mixte : 1 victoire.

#### Détails des victoires en Coupe du monde
| Édition   | Piste        | Total |
| 2023-2024 | Saint-Moritz | 1     |